# Little Miss Nobody
Little Miss Nobody (br: Adorável Traquina) é um filme dos Estados Unidos de 1936, do gênero comédia, dirigido por John G. Blystone.

## Elenco
- Jane Withers ... Judy Devlin
- Jane Darwell ... Martha Bradley
- Ralph Morgan ... Gerald Dexter
- Sara Haden ... Teresa Lewis
- Harry Carey ... John Russell
- Betty Jean Hainey ... Mary Dorsey
- Thomas E. Jackson ... Dutch Miller
- Jackie Morrow ... Junior Smythe
- Jed Prouty ... Hector Smythe
- Claudia Coleman ... Sybil Smythe
- Donald Haines ... Harold Slade
- Clarence Wilson ... Herman Slade
- Lillian Harmer ... Jessica Taggert